# دانا ويلسون
دانا ويلسون (بالإنجليزية: Dana Wilson)‏ هو عالم موسيقى وملحن وعازف بيانو أمريكي، ولد في 4 فبراير 1946 في ليكوود في الولايات المتحدة.

## وصلات خارجية
- الموقع الرسمي
- دانا ويلسون على موقع ميوزك برينز (الإنجليزية)
- دانا ويلسون على موقع أول ميوزيك (الإنجليزية)
- دانا ويلسون على موقع ديسكوغز (الإنجليزية)